# ایکوما دان
ایکوما دان (انگلیسی: Ikuma Dan; ۷ آوریل ۱۹۲۴ – ۱۷ مهٔ ۲۰۰۱) آهنگساز اهل ژاپن بود.
وی همچنین برندهٔ جوایزی همچون جایزه یومیوری و شخصیت دارای شایستگی فرهنگی شده‌است.